# José Santiago Aldunate
Don José Santiago Aldunate y Toro (Melipilla, el 21 de abril de 1796 - Santiago, en 1864), fue un militar y político chileno.

## Biografía
Hijo mayor de Don Santiago de Aldunate y Larraín y de Doña María Mercedes de Toro-Zambrano y Valdés, hija del Conde de la Conquista. Casado con Ana Josefa Avaria y Ortiz de Zárate, en 1817.

## Carrera militar
Impulsado por las ideas de independencia ingresó en 1810, a los 14 años, al ejército de Bernardo O'Higgins con su primera designación como alférez en Rancagua. 
Participó a las órdenes de Ramón Freire y Juan Gregorio Las Heras en las tropas comandadas por el general José Miguel Carrera en la campaña del sur, que en 1813 ocupó Linares, Parral, Cauquenes, San Carlos, Quirihue y Chillán. Al año siguiente, con las fuerzas combinadas de Bernardo O'Higgins y el general Manuel Blanco Encalada el destacamento al que pertenecía José Santiago, forzó el paso del río Lontué y ocuparon la hacienda de Quechereguas. Tras resistir dos asaltos del general español Gabino Gaínza, cundió el desaliento entre las tropas realistas y se retiraron hasta Talca. Ya a los 18 años había alcanzado el grado de capitán por su sobresaliente comportamiento en el campo de batalla.
Hacia 1820 fue nombrado comandante del batallón N.º 2 de línea y enviado al Perú junto a la Expedición Libertadora. Hizo la Campaña de la Sierra del Perú bajo las órdenes del general Juan Antonio Álvarez de Arenales. Se destacó durante la ocupación de Ica, Huamanga y Tacna. El 6 de diciembre de 1820 obtuvo la Medalla de Oro por su actuar en Cerro Pasco. Cuando el ejército ocupó Lima fue condecorado con el Escudo de los Libertadores y nombrado fundador y consejero de la masónica Orden del Sol.
El 7 de abril fue hecho prisionero en Macacona, donde permaneció por seis meses hasta que fue canjeado por el general español Pedro José de Zavala y Bravo del Ribero, Marqués del Valleumbroso.
El año 1822 fue ascendido a coronel de Infantería y asistió a la Campaña de Chiloé.
El 19 de enero de 1826, luego del combate de Bellavista, capitularon las fuerzas realistas que aún se mantenían en Chiloé y Aldunate asistió a la firma del tratado de Tantauco en representación de Freire. Mediante este tratado, el archipiélago y territorios adyacentes fueron incorporados a Chile y Aldunate fue designado intentendente de la Provincia de Chiloé con el grado de coronel.
En mayo de ese año su hermano Pedro viajó a Chiloé y lo invitó a unirse a una insurrección contra el gobierno central que tenía como fin restablecer en el gobierno a Bernardo O'Higgins, para entonces exiliado en el Perú. Ante la negativa del coronel, la sublevación fue encabezada por Pedro Aldunate y por el mayor Manuel Fuentes, quienes arrestaron al gobernador y declararon la independencia de la provincia mientras Chile permaneciera bajo el gobierno presente. José Santiago Aldunate fue dejado libre a bordo de un barco y se trasladó a Valparaíso para dar cuenta de lo sucedido, luego de lo cual siguió un proceso en el que resultó absuelto y se le puso al mando de la expedición que debía someter a los sublevados. El 24 de junio salieron de Valparaíso 250 soldados al mando de Guillermo Tupper en dos buques, el Aquiles y el Resolución, y llegaron a las inmediaciones de San Carlos el 11 de julio. Allí el capitán de puerto Juan Williams les informó del escaso apoyo que tenían los rebeldes y que sus jefes estaban desmoralizados por no se les habían unido otras provincias ni recibidos refuerzos desde el Perú. Pocos días más tarde se produjo una escaramuza en una batería cercana a la ciudad, que se saldó con cuatro heridos entre los rebeldes y la rendición del fortín. El golpe final al intento de revolución vino de la tropa del fuerte Ahui, la principal fortaleza del archipiélago, que apresó a sus oficiales y los entregó a Aldunate. Luego de esto, Fuentes y los demás rebeldes se entregaron y Aldunate retomó el gobierno de la provincia. Poco después se promulgó una ley de amnistía que suavizó las penas de los soldados involucrados y permitió que los involucrados en la organización del movimiento pudieran volver del Perú sin temor a castigos; por su parte, José Santiago Aldunate fue ascendido a general de brigada en reconocimiento por desempeño en estos sucesos.
En el levantamiento contra el gobierno central de 1829-1830, le correspondió el mando de las tropas peluconas (conservadores) para reducir a las tropas de Benjamín Viel y Pedro Uriarte en las inmediaciones de Coquimbo.
Años más tarde, en el período de la Guerra contra la Confederación Perú-Boliviana, fue nombrado jefe del Estado Mayor en razón de su conocimiento del territorio donde se producirían las principales acciones militares.

## Carrera política

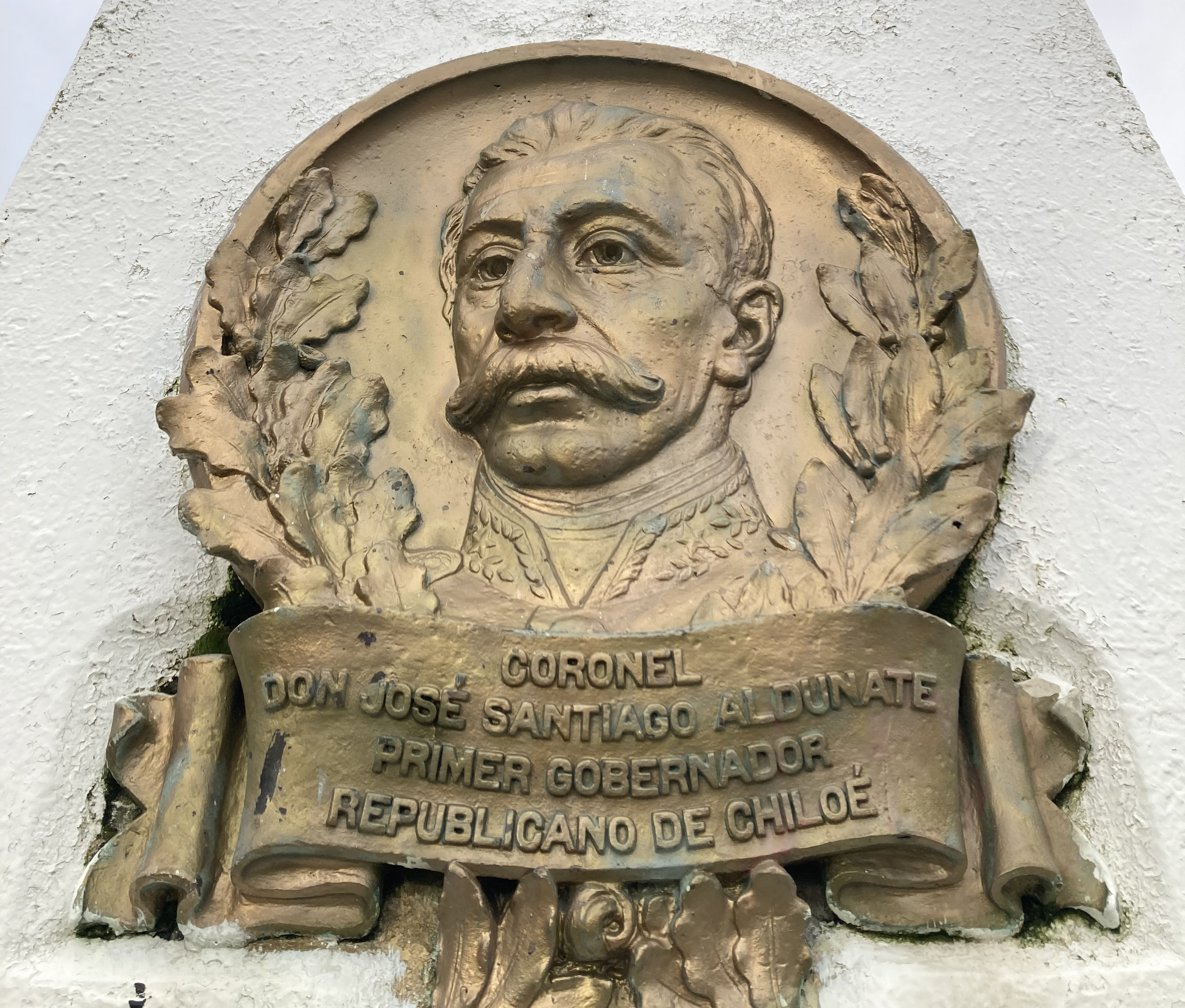
Medallón en homenaje a José Santiago Aldunate en Ancud, Chiloé.

Durante el gobierno de José Joaquín Prieto fue nombrado Intendente de la Provincia de Coquimbo en 1832 y 1833.
En el primer gobierno del presidente Manuel Bulnes le correspondió el Ministerio de Guerra y Marina a partir del 20 de abril de 1842, día de su cumpleaños número 46. Una de sus primeras actividades en el Ministerio fue revisar en terreno las condiciones de la Escuadra. Volvió desolado: sólo dos buques, uno en estado de desarme, era todo lo que poseía la Nación. Inmediatamente se empeñó en la construcción de buques y el encargo de un vapor a Francia.
Nominado como precandidato a la presidencia por los ministros Tocornal y García-Reyes, sólo aceptó integrar el Senado en 1840, representando a la provincia de Valparaíso, donde permaneció con la confianza de sus electores hasta el año 1852.
En 1845 fue nombrado intendente de Valparaíso y en 1847 director de la Escuela Militar.